# Cementerio civil de Madrid
El cementerio civil de Madrid es un cementerio de la ciudad española de Madrid, que forma parte de la necrópolis del Este, junto con el cementerio de La Almudena (del que se encuentra separado por la antigua carretera de Vicálvaro, después avenida de Daroca) y el cementerio judío. Fue inaugurado en 1884. En él descansan los restos de tres de los cuatro presidentes de la Primera República, varios dirigentes socialistas y comunistas, librepensadores, intelectuales, artistas y diversos miembros de la Institución Libre de Enseñanza.  En 2021 fue distinguido incluyéndolo en el listado de Cementerios singulares de la Comunidad de Madrid.

## Historia

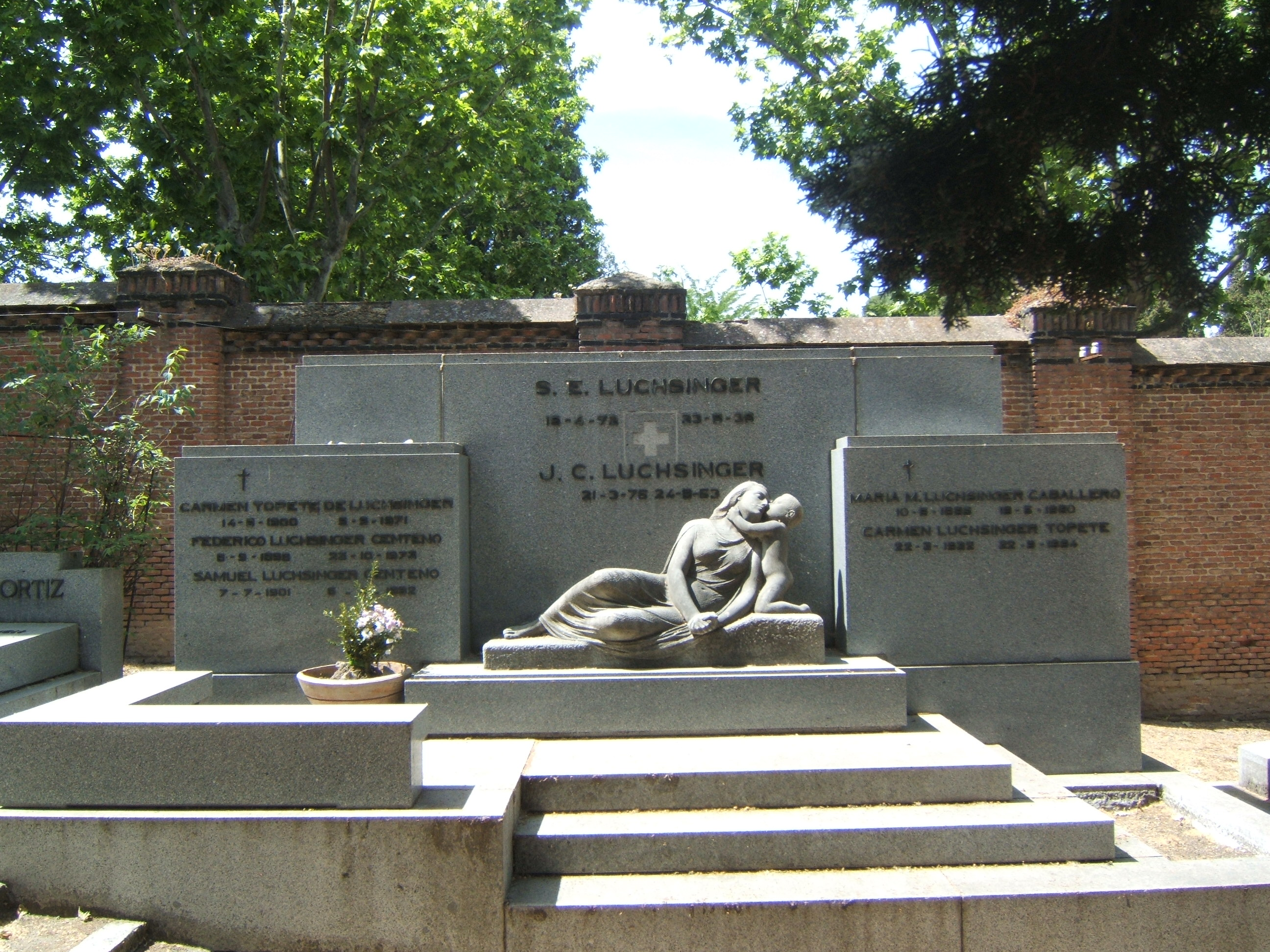
Panteón Luchsinger, obra del escultor Emiliano Barral (1935)

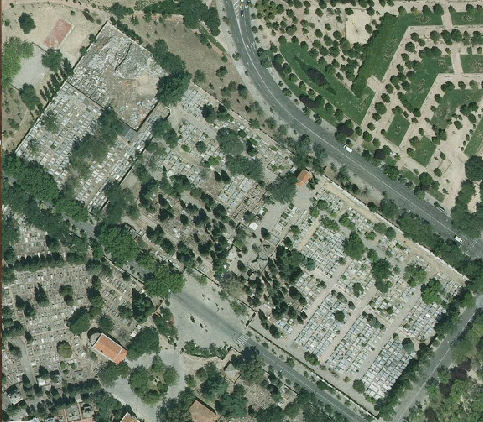
PNOA cedido por © IGN

Suele considerarse a José Abascal, en su juventud encargado de un taller de cantería familiar en Pontones (Cantabria) y alcalde de Madrid entre 1881-83 y 1885-89, como uno de los principales promotores de la Necrópolis del Este de Madrid. Fue aprobada el 31 de octubre de 1879, pero su construcción no concluyó hasta 1925. Inaugurada en 1884 como "Cementerio de Epidemias" a raíz de una mortífera epidemia de cólera, fue absorbiendo al resto de los camposantos de la capital española. Así, desde septiembre de 1884 se fueron clausurando siete de los once cementerios existentes en Madrid y se conservaron tan solo los de San Isidro, San Justo, Santa María y San Lorenzo.

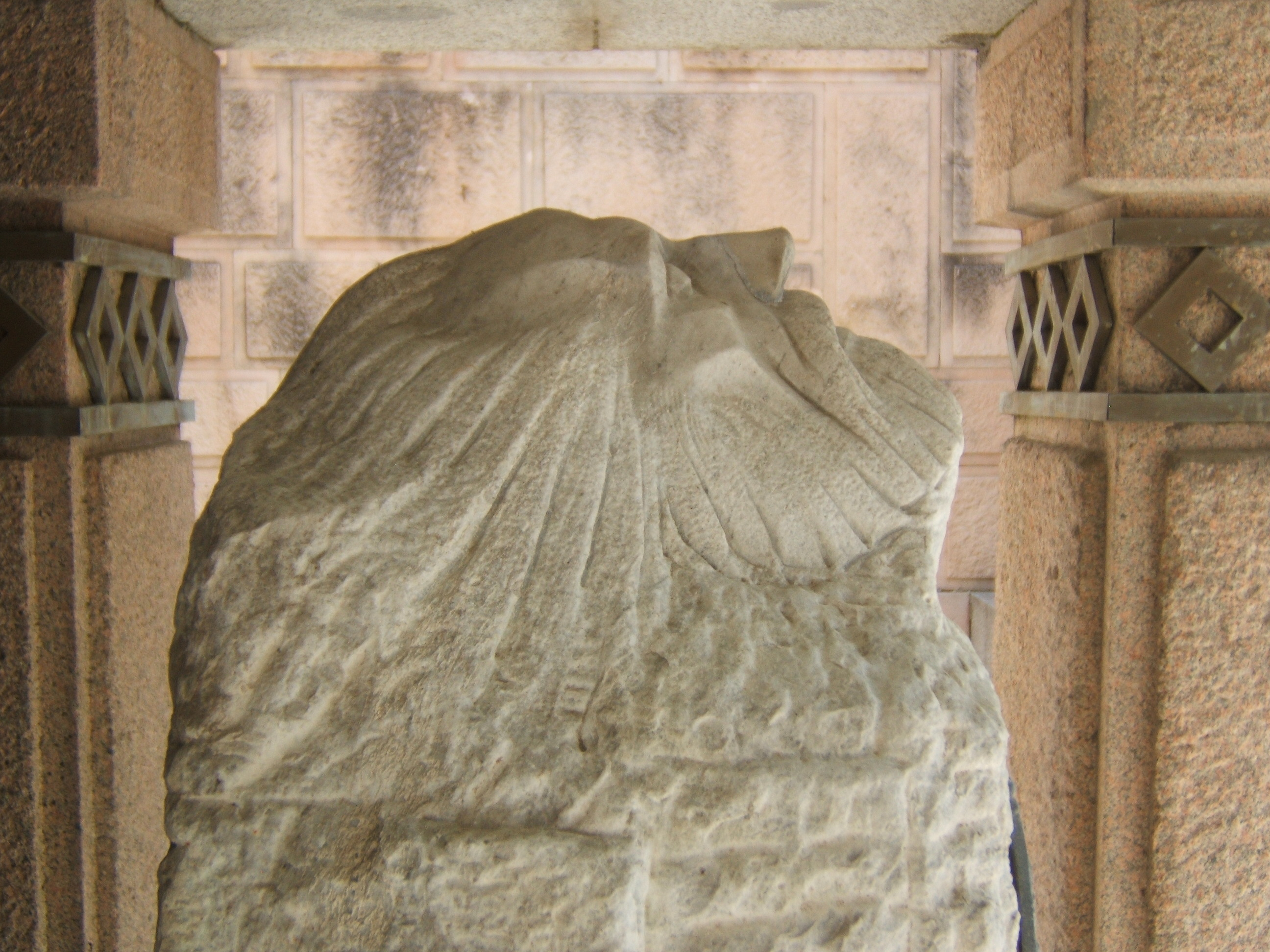
Cabeza yacente de Pablo Iglesias en mármol gris, esculpida por Emiliano Barral (1924-1930) y definida en 1929 por el crítico Sánchez Rivero como "parábola del Bautista decapitado", una profética metáfora

Una Real Orden de 12 de mayo de 1849 aprobó el reglamento del nuevo cementerio del Este en la capital de España. El recinto, en principio triangular y separado de la nueva necrópolis por la carretera de Vicálvaro, se inauguró con asistencia del rey Alfonso XIII, el gobernador civil y el alcalde de Madrid. Ese mismo día se enterró a Maravilla Leal González, muerta con solo veinte años de edad a consecuencia de un supuesto suicidio. Desde su creación albergó tumbas, panteones y mausoleos dedicados a librepensadores, ateos, sindicalistas, heterodoxos religiosos de la Iglesia Española Reformada, protestantes, masones e incluso judíos, a pesar de la existencia de un recinto propio separado.
En 1894 se levantó por suscripción popular el mausoleo del periodista Ramón Chíes y su colega Fernando Lozano Montes "Demófilo", y en 1901 el del político Francisco Pi y Margall. De manera progresiva se fueron trasladando al cementerio civil los restos de:
- Estanislao Figueras: presidente de la Primera República española, muerto en 1882, para el que se erigió en 1892 por suscripción popular un mausoleo
- Nicolás Salmerón: panteón levantado en 1915
- Julián Sanz del Río, muerto en 1869, junto a los del histólogo Fernando de Castro y Pajares, fallecido en 1874: trasladados el 18 de junio de 1905 desde el cementerio civil de la Puerta de Toledo
- Julián Besteiro: enterrado en Carmona en 1940 y traído a Madrid en 1960.[3]

En el cementerio existen diversas obras escultóricas de Emiliano Barral, hasta el punto de haber sido descrito como un «museo al aire libre» de este artista.

### Personalidades
En el cementerio se encuentran enterradas personalidades como:
- Política:
  - Los presidentes de la Primera República, Estanislao Figueras, Francisco Pi y Margall y Nicolás Salmerón.
  - El fundador del Partido Socialista Obrero Español y de la Unión General de Trabajadores, Pablo Iglesias
  - Los líderes socialistas Julián Besteiro y Francisco Largo Caballero
  - Los dirigentes comunistas Dolores Ibárruri y Julián Grimau
  - El fundador del sindicato Comisiones Obreras y dirigente comunista Marcelino Camacho

- Escritores y filósofos
  - Pío Baroja
  - José Laín Entralgo
  - Xavier Zubiri
  - Carmen de Burgos
  - Almudena Grandes

- Pedagogos
  - Francisco Giner de los Ríos
  - Manuel Bartolomé Cossío
  - Alberto Jiménez Fraud
  - Fernando de Castro y Pajares, fundador de la Asociación para la Enseñanza de la Mujer (1870)
  - Alice Gordon Gulick
  - Alice Pestana
  - Laura de los Ríos Giner

- Otras personalidades, como el urbanista Arturo Soria; el zoólogo Antonio Machado Núñez; el escultor Emiliano Barral; el artista Wolf Vostell; el poeta Marcos Ana; y una larga lista en la que están Gumersindo de Azcárate, Urbano González Serrano, Jaime Vera, Américo Castro, Francisco García Lorca, Concepción García Lorca, Blas de Otero, Andrés Saborit, Enrique Lister, Julián Grimau, Eduardo Benot, Antonio Espina o Alfredo Flórez.[7]

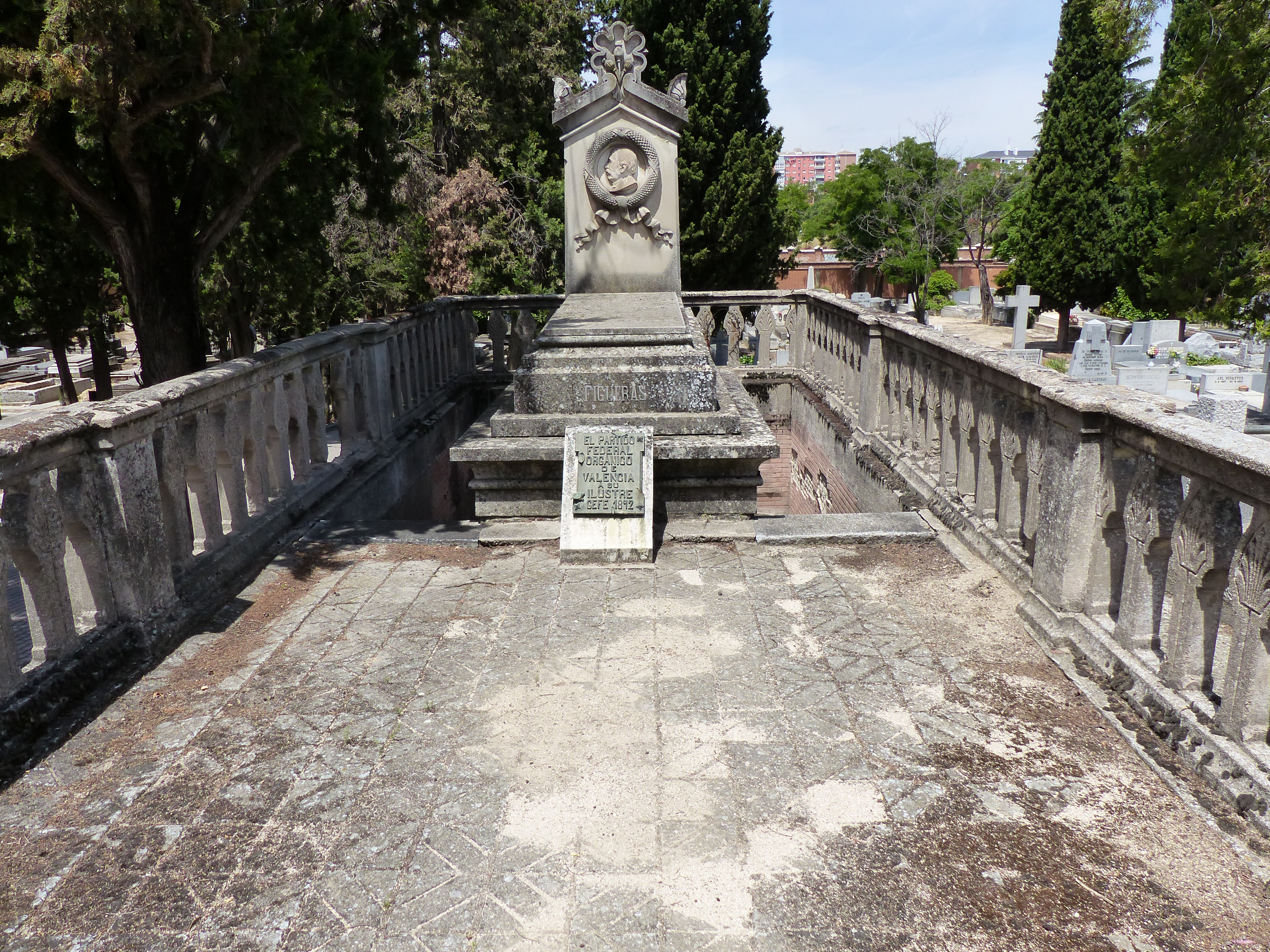
Estanislao Figueras
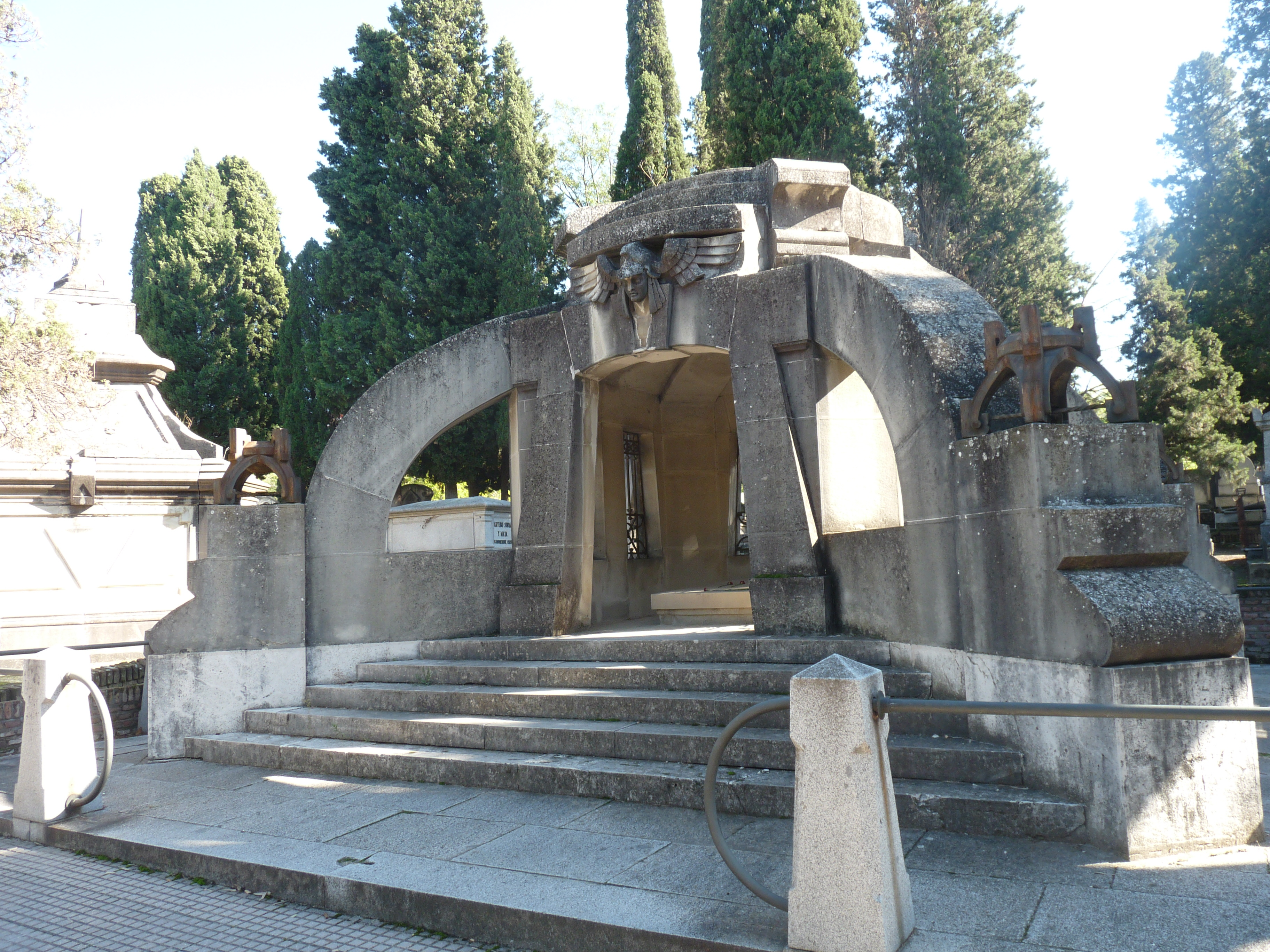
Pi y Margall
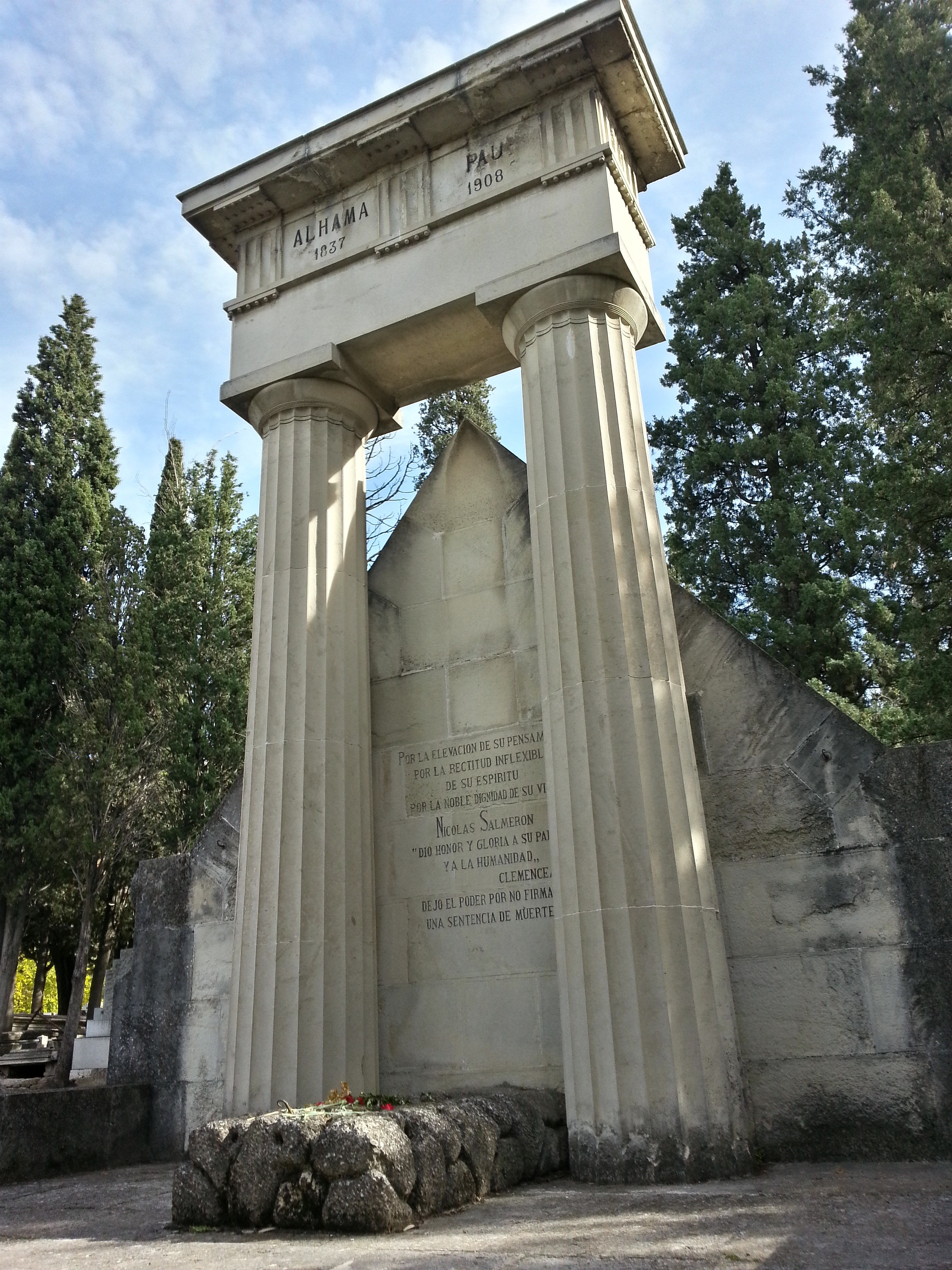
Nicolás Salmerón
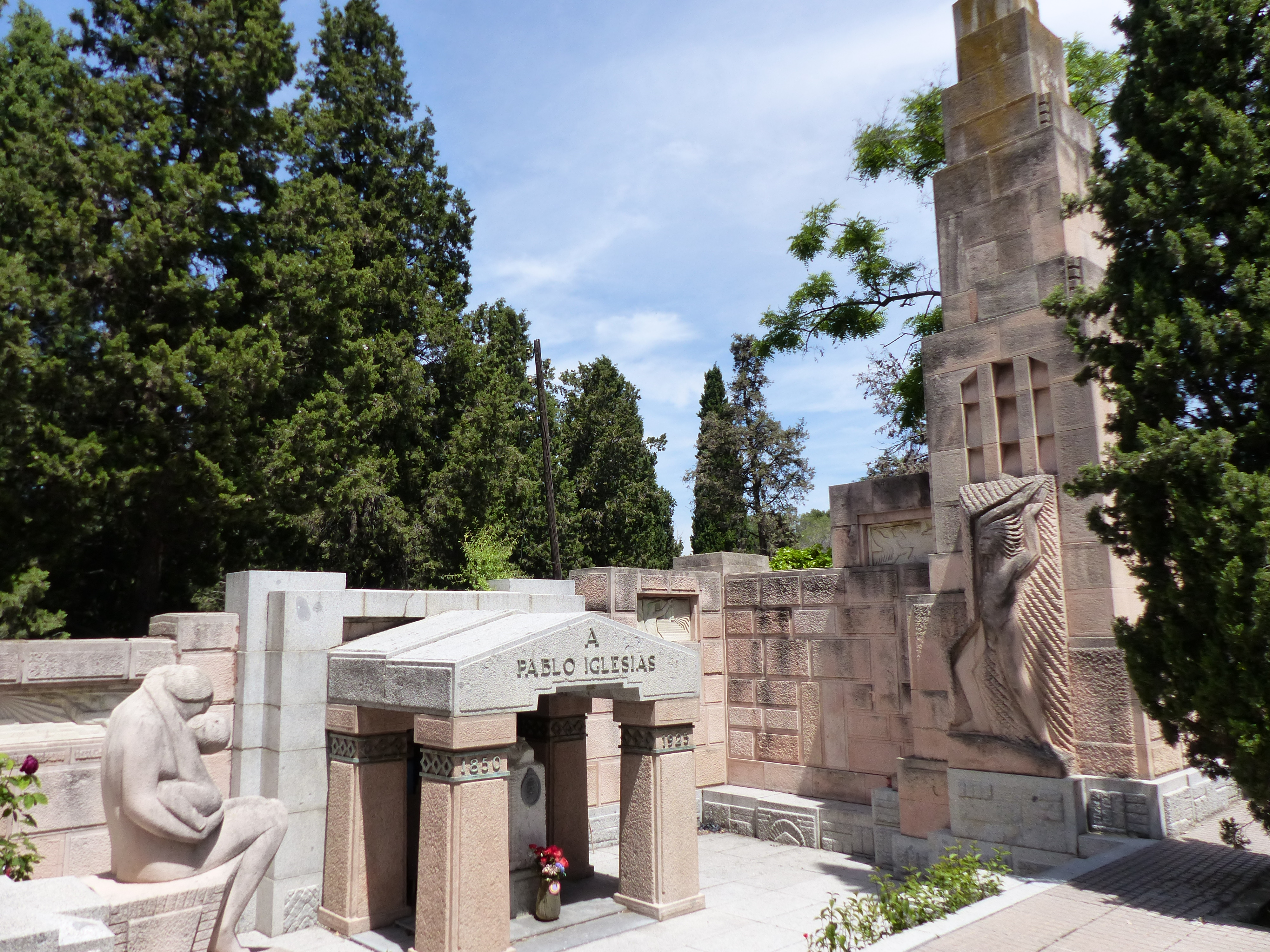
Pablo Iglesias Posse
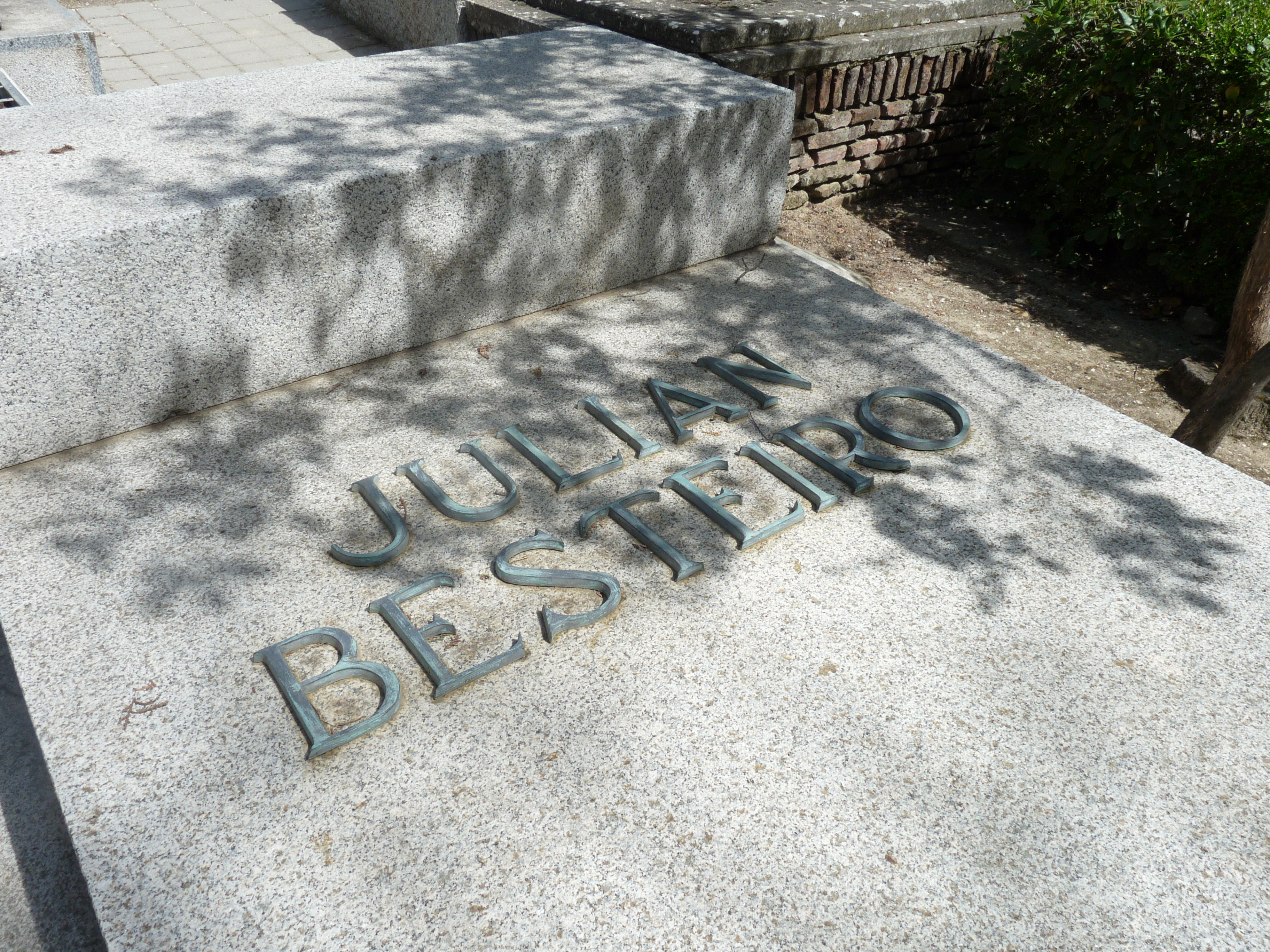
Julián Besteiro
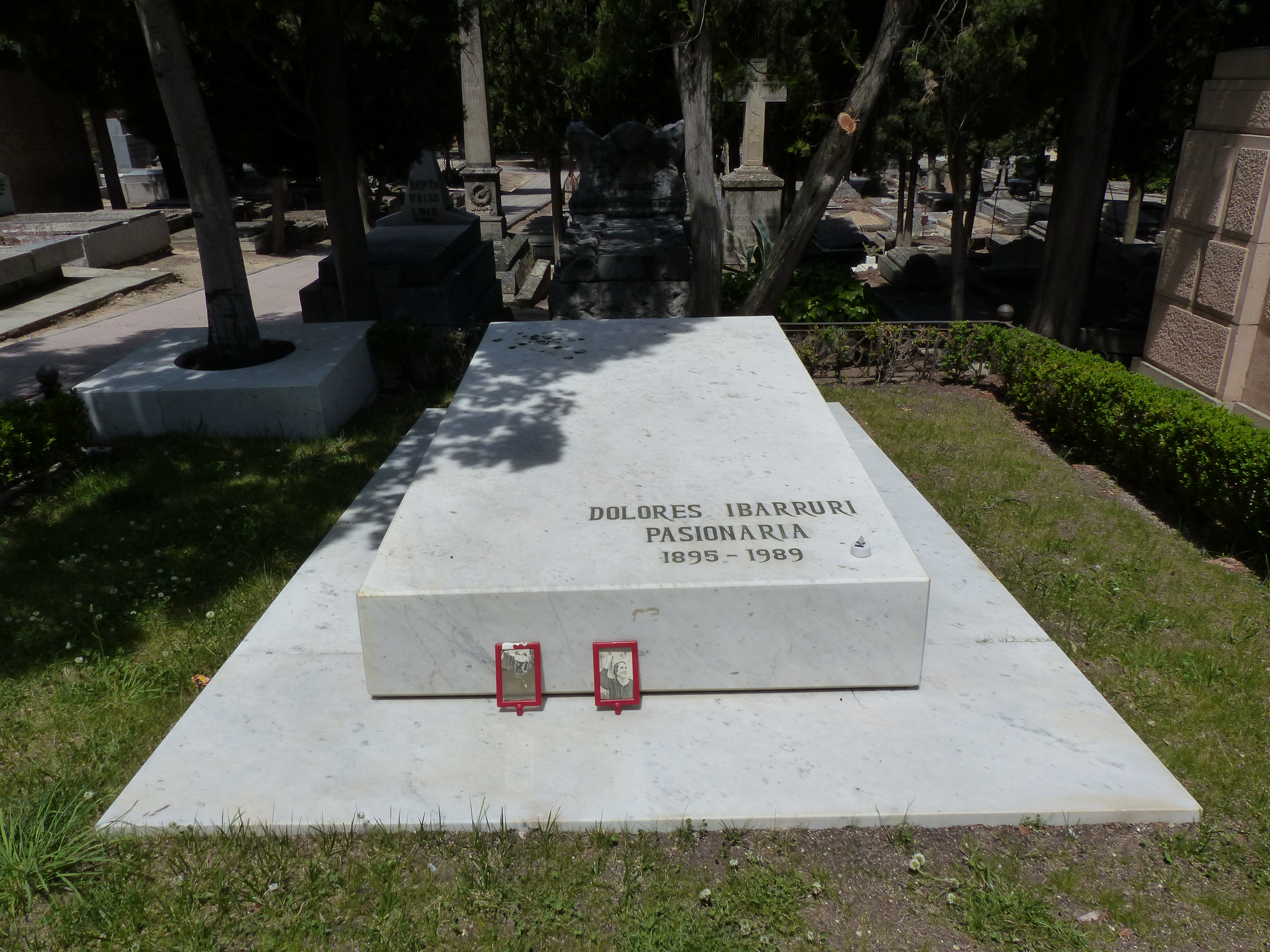
Dolores Ibárruri

## Disposiciones legales
En su origen, la inhumación en el cementerio civil era una declaración final de intenciones por parte de la persona enterrada y su familia, y fue considerada por los sectores conservadores y religiosos católicos de la sociedad española como un insulto o un reto.
La creación de cementerios civiles en España parte de la Real Orden de 2 de abril de 1883. Ésta establecía que en los ayuntamientos que fuesen cabeza de partido judicial y en aquellos con más de 600 vecinos se habilitara junto al camposanto católico, otro con entrada independiente para difuntos no católicos. Siguiendo esta pauta, el Cementerio Civil madrileño daría sepultura y guardaría memoria de liberales, renovadores, inconformistas y personas contrarias al rito católico (tanto por ideología como por confesión), así como de otros sectores de la vida y el pensamiento español, además de masones y protestantes.
La constitución española de 1978 eliminó la exclusividad de las inhumaciones para personas católicas en cementerios de titularidad pública. A partir de entonces cualquier persona podía ser enterrada en los cementerios municipales (para todos los ciudadanos, no sólo para los católicos), con independencia de su confesión religiosa. Esto provocó un cambio en el estatus funcional del Cementerio Civil, que pasó a ser un espacio histórico.

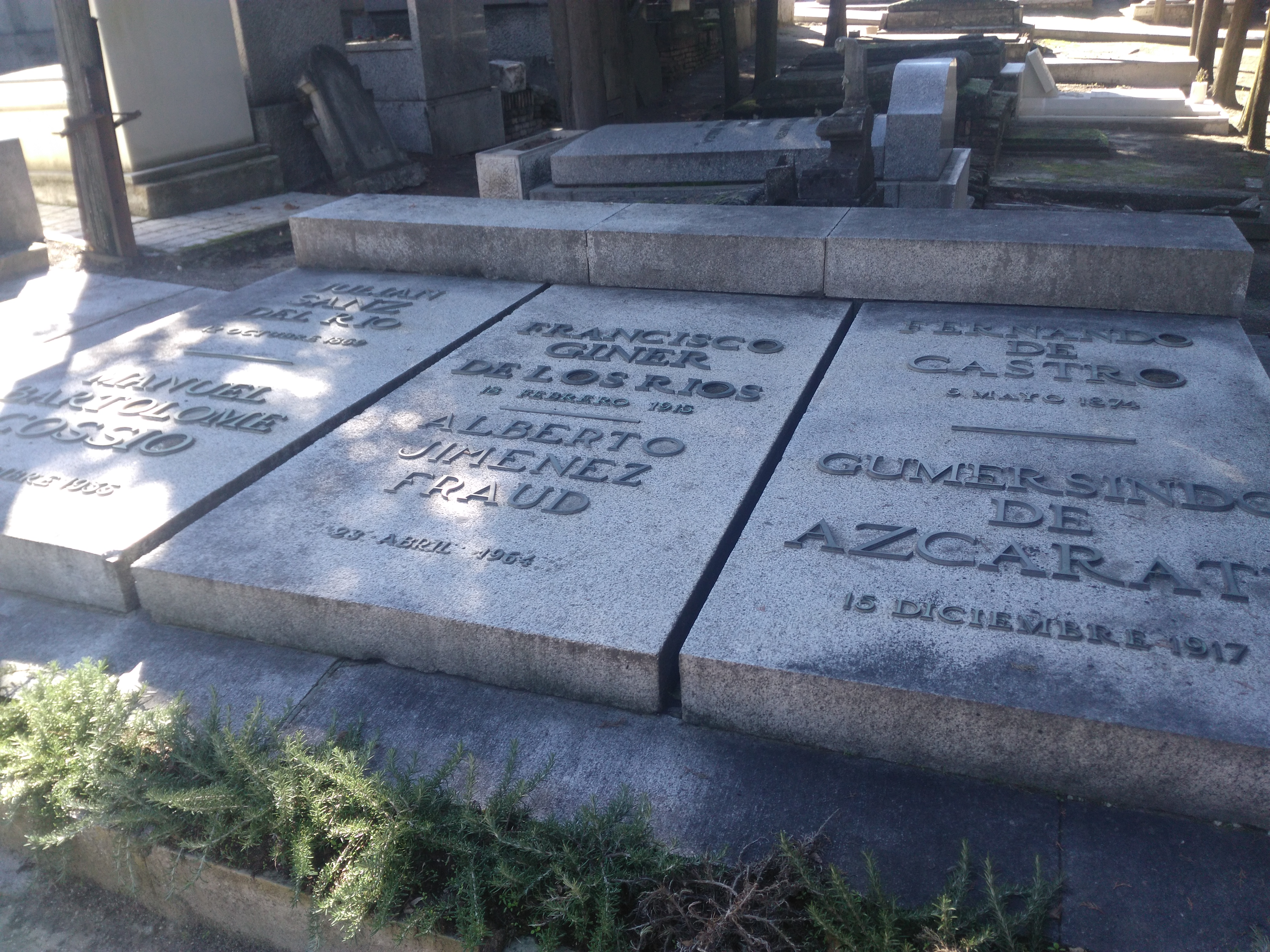
Francisco Giner de los Ríos
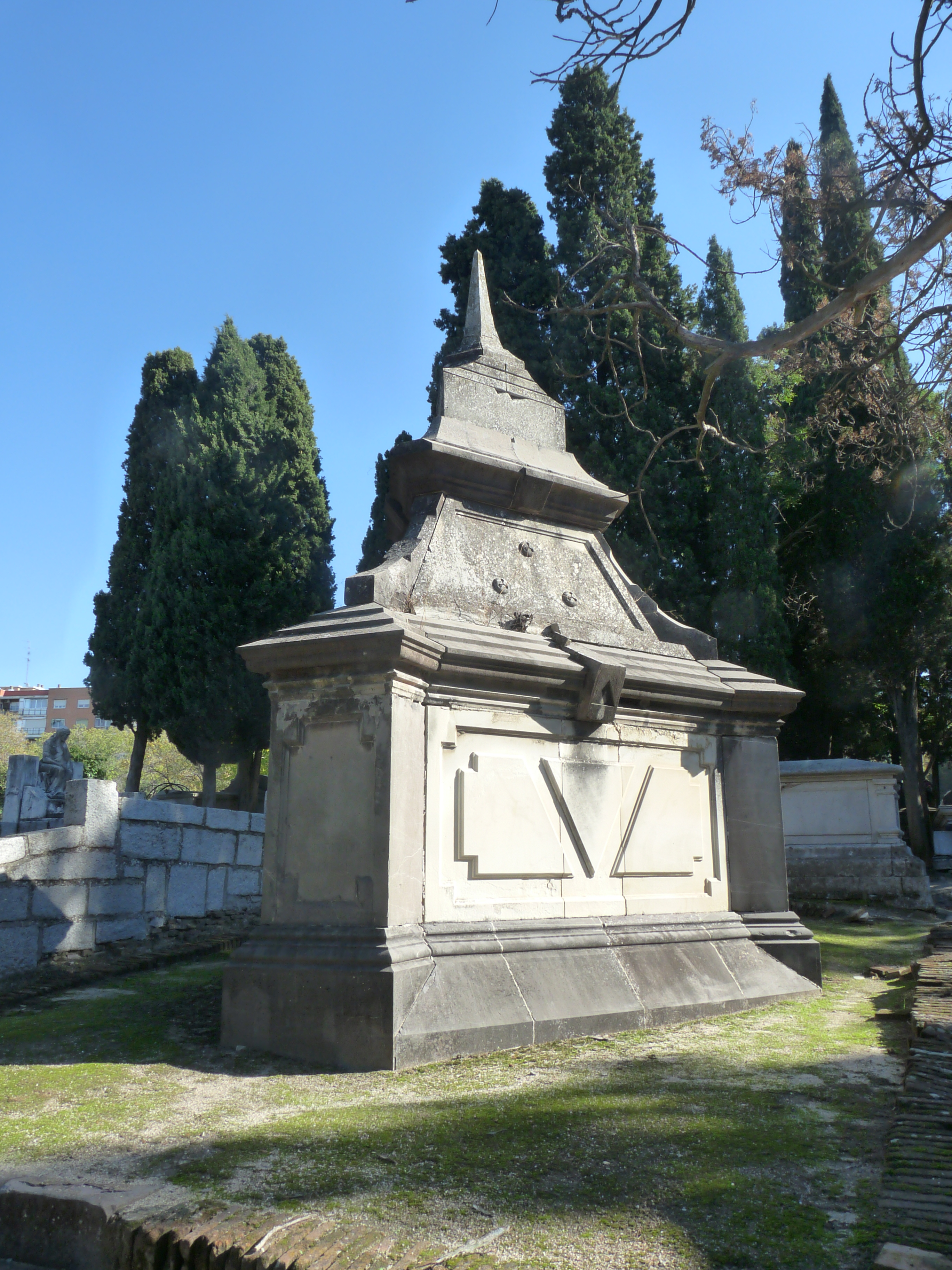
Ramón Chíes
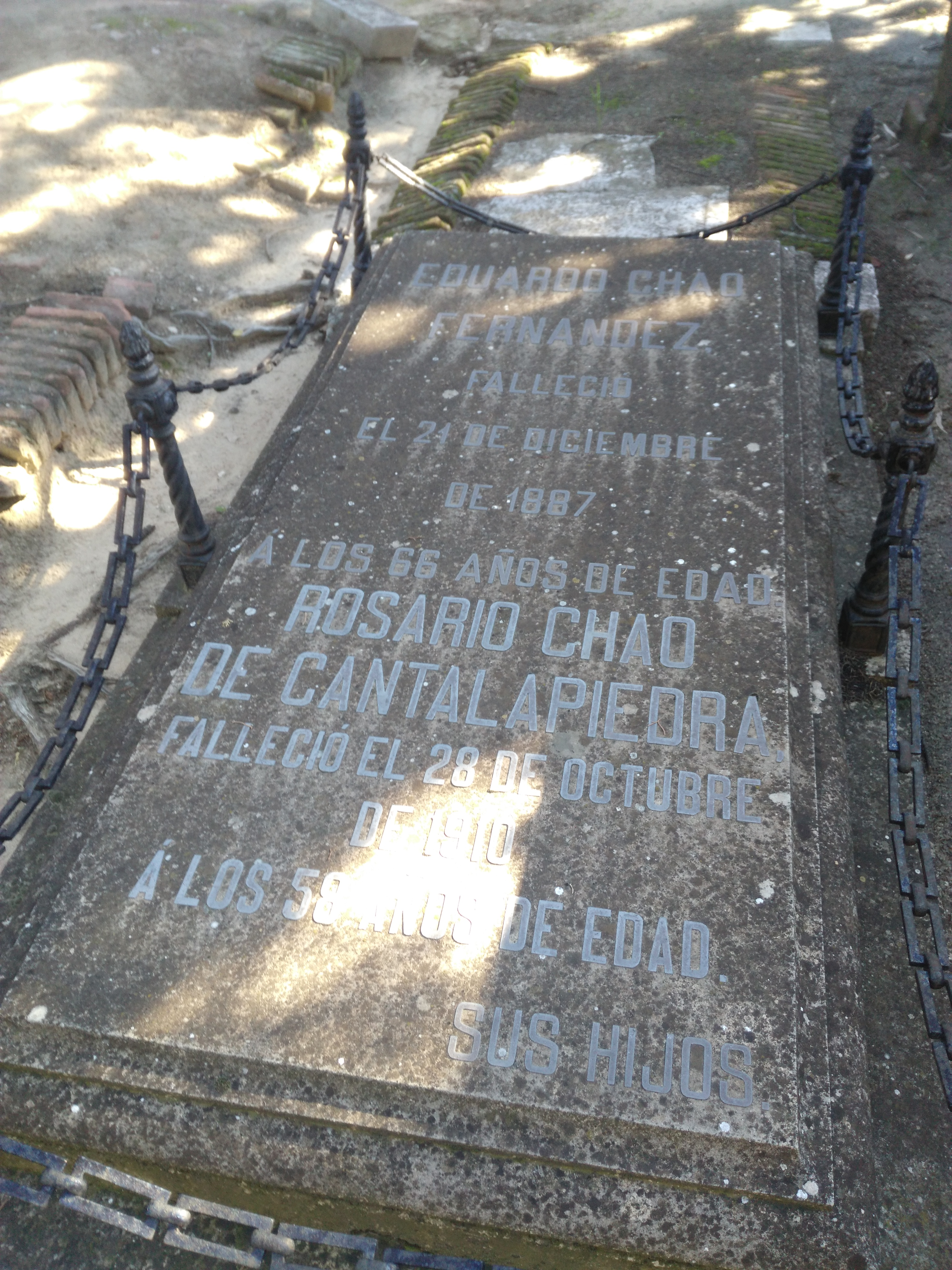
Eduardo Chao
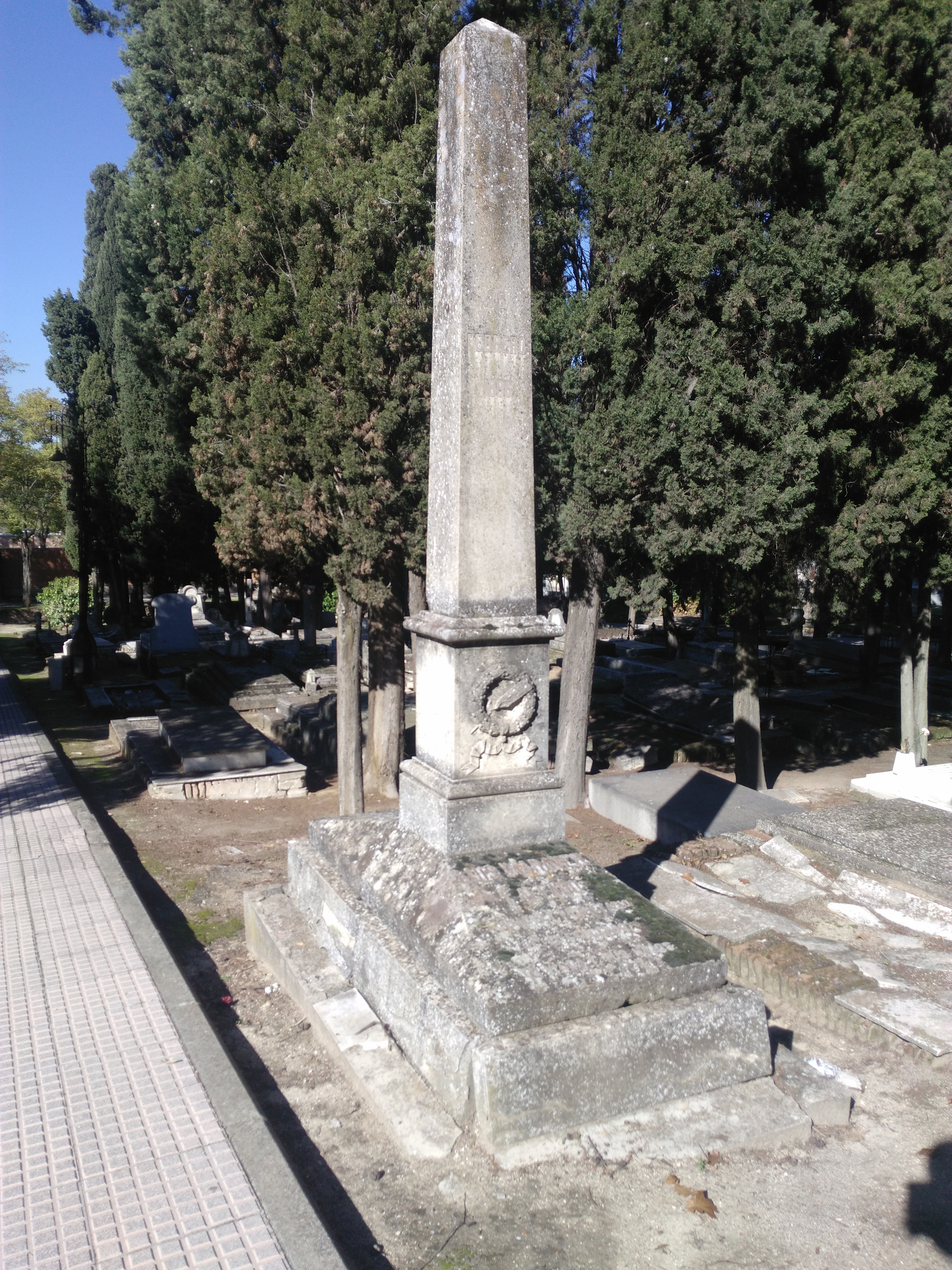
Luis Maraver y Alfaro
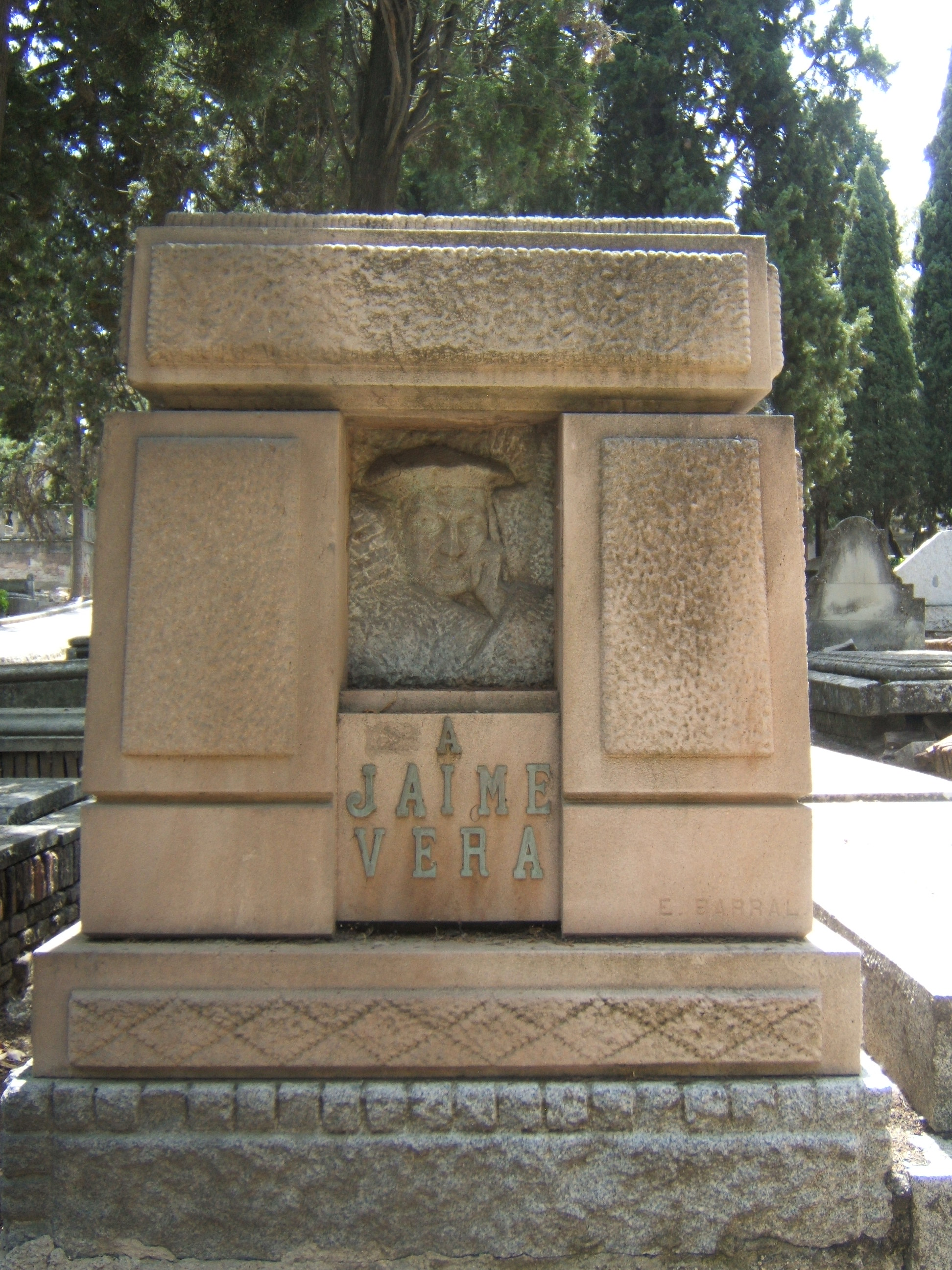
Jaime Vera López
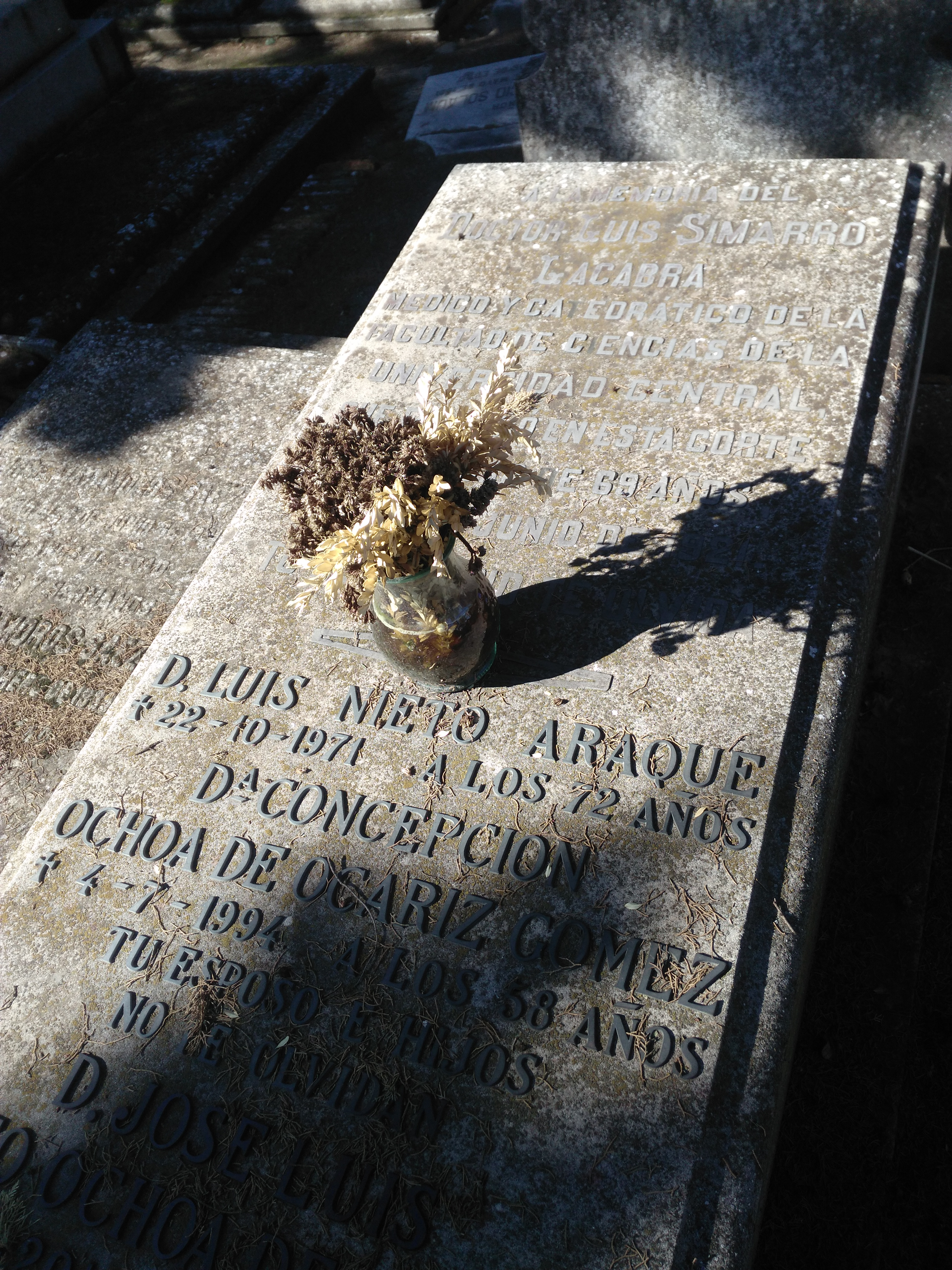
Luis Simarro
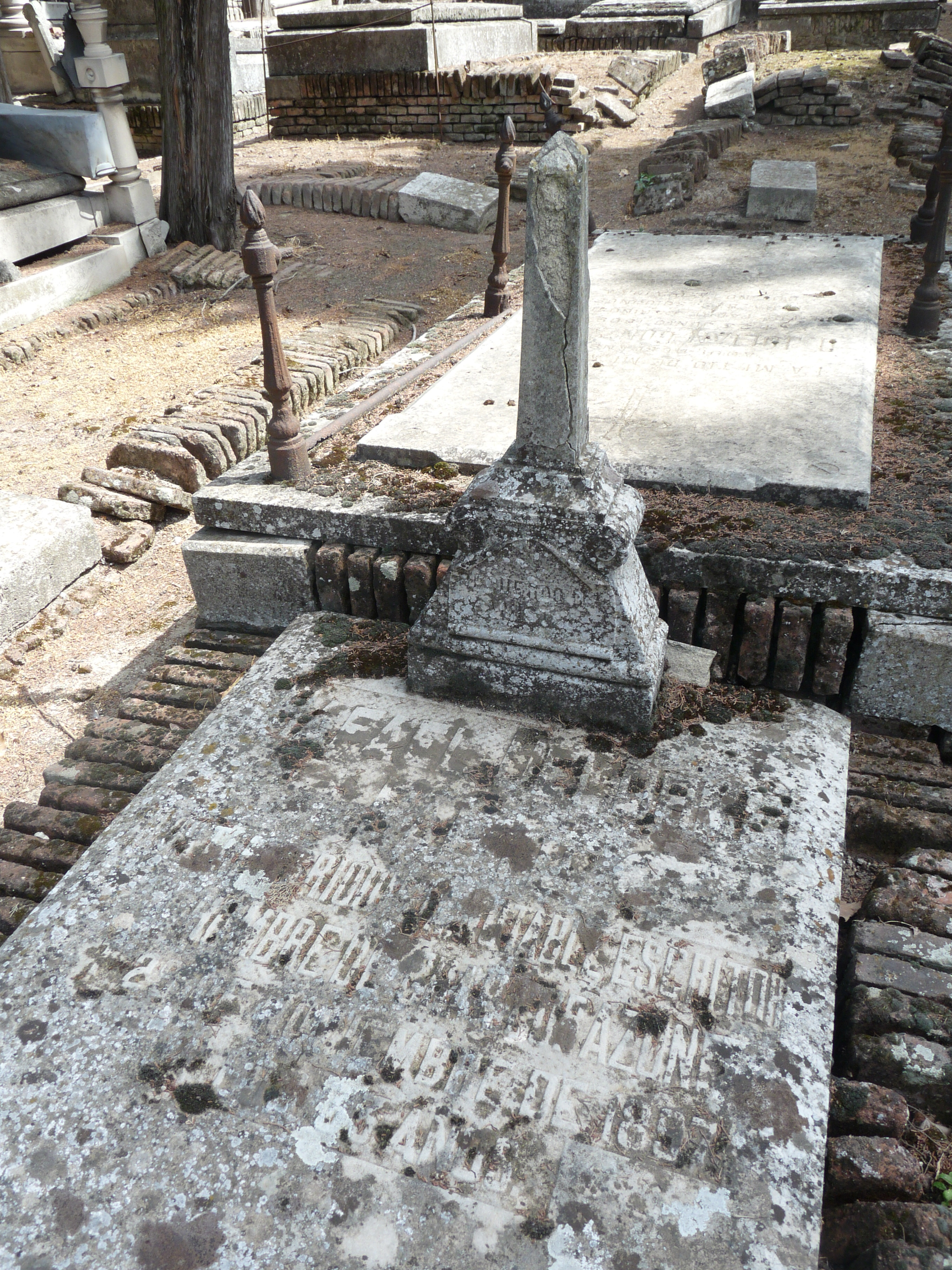
Rafael Delorme
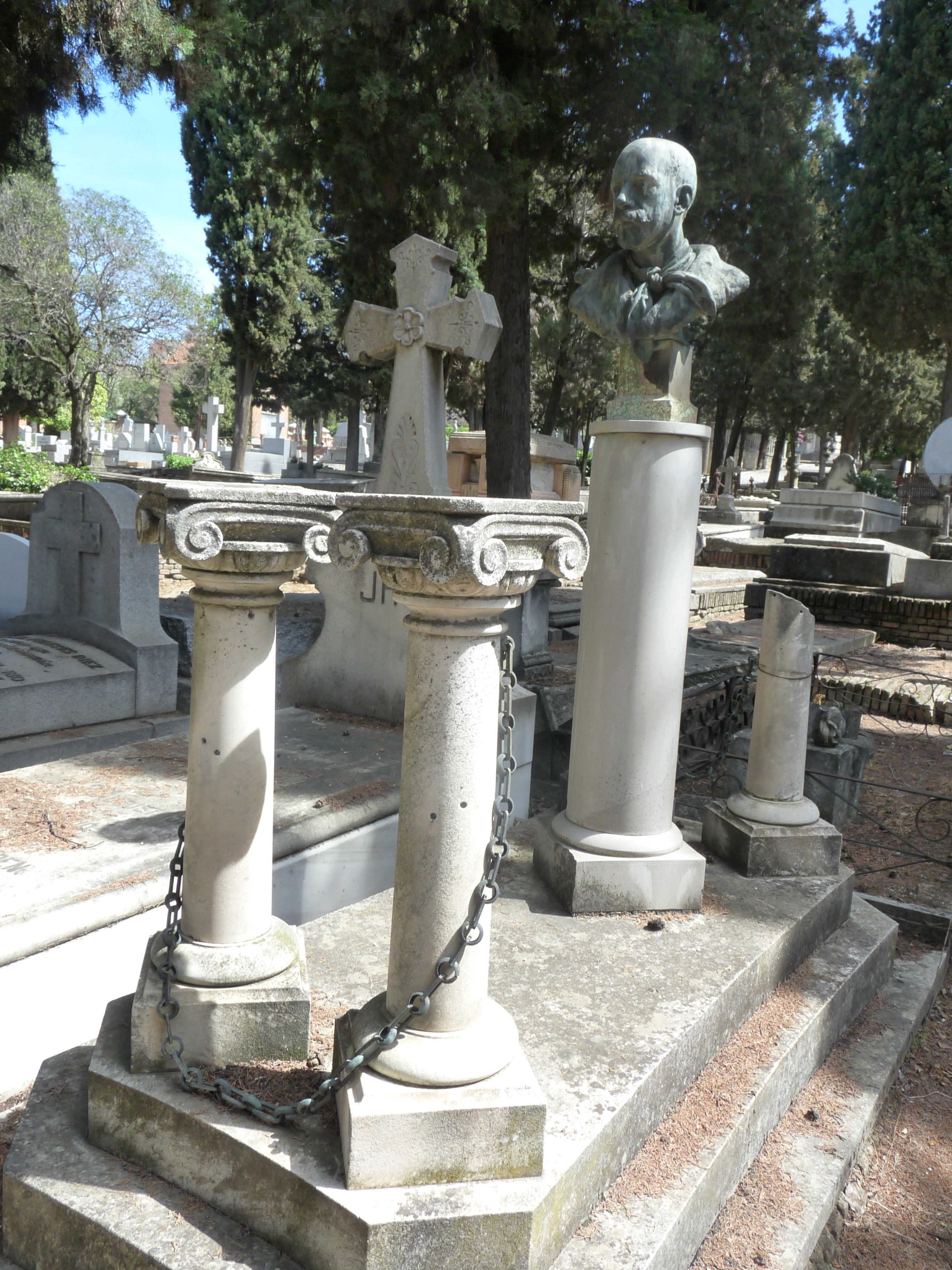
Eduardo Sojo
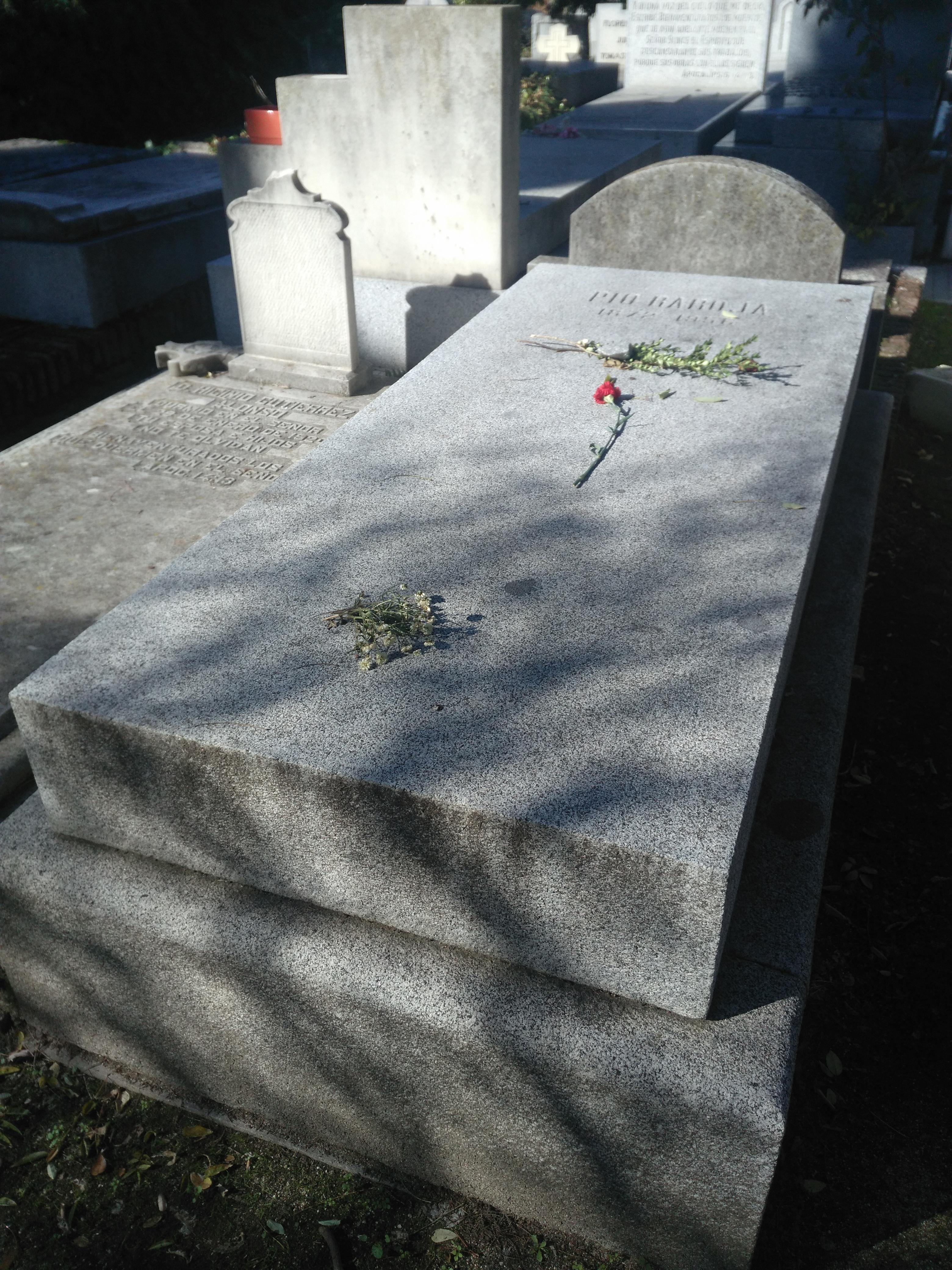
Pío Baroja